# SABC 3
SABC 3 est la troisième chaîne de télévision sud-africaine. 

## Histoire
Fondée à la fin des années 1980 sous le nom de « TSS » (pour Top Sport Surplus), elle perd sa vocation sportive quelques années plus tard, devenant « NN-TV » (pour National Network TV). 
En 1996, la restructuration de la compagnie nationale de télévision SABC transforme la chaîne en un média généraliste axé sur les séries, divertissements et productions anglo-saxonnes.

## Programmation
La troisième chaîne émet exclusivement en langue anglaise et ses programmes sont majoritairement composés de productions américaines : c'est ainsi que l'on retrouve à l'antenne des séries telles que Sex and the City, Heroes, Everwood ou Joey. En matinée, la chaîne diffuse des dessins animés, tandis qu'un unique bulletin d'informations - « News @ 7 » - interrompt la programmation en début de soirée.
En juillet 2007, SABC 3 a totalement repensé son habillage, modifiant également son logo et son slogan.
Celui-ci est désormais : « Stay with SABC 3 ».